# Þorgnýr
Þorgnýr o Torgny el Lagman (en nórdico antiguo: Þorgnýr lögmaðr, en sueco: Torgny Lagman) es el nombre de al menos tres generaciones de lögsögumaður (los que interpretaban las leyes en las sociedades nórdicas) que aparecen en Heimskringla, Styrbjarnar þáttr Svíakappa y Hróa þáttr heimska. Eran todos lagman titulares de Tiundaland, Suecia y todos los lagman de otros reinos y territorios estaban subordinados a ellos.
El más famoso de todos ellos aparece en Heimskringla de Snorri Sturluson, donde hay una extensa mención sobre él, un personaje activo durante el reinado de Olaf Skötkonung y Olaf II el Santo. Parece que Þorgnýr tiene el respaldo histórico aunque las fuentes de Snorri no suelen estar avaladas por los historiadores suecos modernos, que no pueden compararlas con otros documentos sobre lagman de Tiundaland, ya que han desaparecido con el tiempo.
Snorri cita:
«En Tiundaland hubo un lagman llamado Thorgny, cuyo padre se llamaba Thorgny Thorgnyson. Sus antepasados a lo largo de los años, y durante muchos reinados, fueron lagman de Tiundaland. En aquel tiempo Thorgny ya era anciano y tenía una amplia corte a su alrededor. Estaba considerado uno de los hombres más sabios de Suecia y fue padre adoptivo del jarl Ragnvald Ulfsson.»
Ambos reyes estaban en guerra, y muchos hombres sabios de Suecia y Noruega intentaron reconciliar a los monarcas. En 1018, el jarl Ragnvald Ulfsson, el embajador noruego Björn Stallare y Hjalti Skeggiason llegaron al Gamla Uppsala para participar en el thing y persuadir al rey sueco de que aceptase la paz, y como garantía el sueco ofreció la mano de la hija del rey, Ingegerd Olofsdotter, al rey de Noruega.
El rey sueco se enojó y amenazó con desterrar a Ragnvald pero recibió el apoyo de Þorgnýr:
«Entonces se levantó Thorgny; y cuando él se erigió, también todos los bóndis vinieron apresurados de todas partes para escuchar lo que diría el lagman. Había un gran barullo de gente y armas; pero cuando el ruido de gente y armas fue menguando, habló Thorgny su discurso.
La posición de los reyes suecos es diferente ahora de la que fue antiguamente. Mi abuelo Thorgny podía recordar al rey de Uppsala Erik Anundsson y solía decir de él que, cuando estuvo en sus mejores años, marchaba de expedición a diferentes países y conquistó Finlandia, Kirjalaland, Curlandia, Estonia y los países orientales alrededor; y hasta hoy aún se observan montículos, murallas y grandes obras. Y más aún, no estaba orgulloso de no escuchar a gente que tuviera algo que decirle. Mi padre, de nuevo, permaneció mucho tiempo con Björn Eriksson y conocía bien sus maneras y modales. En vida de Bjorn, su reino se mantuvo con gran poder y no actuó miserablemente, era amistoso y sociable con sus amigos. También recuerdo al rey Erico el Victorioso y estuve con él en muchas expediciones de guerra. Amplió los dominios suecos y los defendió con bravura; y también era fácil y agradable el comunicarle opiniones. Pero el rey que ahora tenemos no permite que ningún hombre pretenda hablar con él, a menos que sea lo que él desea escuchar. Sobre eso solo aplica todo su poder, mientras cobra el "skatt" [impuesto de otras tierras a cambio de la protección de los suecos] en otros países a través de la pereza y debilidad. Quiere tener el reino de Noruega bajo su poder, establecido en virtud de él, que ningún rey sueco antes que él deseó, y con ello trae guerra y angustia a muchos hombres. Ahora es nuestra voluntad, nosotros bóndis, que el rey Olaf haga la paz con el rey noruego, Olaf el Grueso, y case con tu hija Ingegerd. Sin embargo, por la reconquista de los reinos en los países orientales que tú y tus antepasados tuvieron allí, por ello te seguiremos a la guerra. Pero si tú no haces lo que deseamos, te atacaremos y te mataremos; ya no sufriremos por derecho a la paz amenazada. Nuestros antepasados comenzaron a trabajar cuando ahogaron a cinco reyes en el thing de Mora, llenos del mismo orgullo insoportable que muestras hacia nosotros. Dinos ahora, deprisa, que resolución tomas.
Entonces los asistentes aprobaron, con choque de armas y gritos, el discurso del lagman.»
Estos argumentos convencieron al rey para aceptar la paz con el rey de Noruega y ofrecerle a su hija. No obstante, más tarde rompió la promesa.
En Styrbjarnar þáttr Svíakappa sobre el vikingo Styrbjörn el Fuerte, aparece un Þorgnýr como lagman, probablemente el padre del anterior y que ya era anciano y ciego para participar en la batalla entre Erico el Victorioso y Styrbjörn, pero aun así tenía capacidad para influir en el curso de la batalla equipando al ganado con lanzas y picas y lanzando los animales en estampida contra los jomsvikings del ejército de Styrbjörn. El mismo Þorgnýr se menciona en Hróa þáttr heimska como hombre sabio y anciano.